# Сам у кући
Сам у кући (енгл. Home Alone) је америчка божићна филмска комедија из 1990. године сценаристе и продуцента Џона Хјуза, а у режији Криса Коламбуса. Музику је компоновао Џон Вилијамс. Филм представља први део у серијалу Сам у кући.
Насловну улогу тумачи Маколи Калкин као осмогодишњак Кевин Макалистер, док су у осталим улогама Џо Пеши, Данијел Стерн, Џон Херд и Кетрин О’Хара. Светска премијера филма је била одржана 16. новембра 1990. у Сједињеним Америчким Државама.
Тема филма је комична прича о осмогодишњаку Кевину Макалистеру којег родитељи заборављају у кући и одлазе у Париз не би ли код рођака прославили божићне празнике. Остављен сам у богатом кварту постаје на први поглед лака мета Мокрих бандита, аматерских провалника, међутим испоставиће се да Кевин и није баш лака мета.
Буџет филма је износио 21 милиона долара, а зарада од филма је 477,1 милиона долара. Наставак филма Сам у кући 2 премијерно је приказан 1992. године.

## Радња
Кевин је најмлађе дете многобројне породице Макалистер. Током припреме за путовање у Француску где треба да проведу празнике они га грешком заборављају и он остаје сам у кући. За то време кућу вребају два лопова Хари и Марв. У почетку Кевин је уплашен, али се организује и припрема одбрану дома од лопова.
Највећи део филма снимљен је у предграђу Чикага.

## Улоге
| Глумац        | Улога                           |
| ------------- | ------------------------------- |
| Маколи Калкин | Кевин Макалистер                |
| Џо Пеши       | Хари Лајм                       |
| Данијел Стерн | Марвин "Марв" Мерчинс           |
| Џон Херд      | Питер Макалистер                |
| Кетрин О’Хара | Кејт Макалистер                 |
| Девин Ретреј  | Баз Макалистер                  |
| Киран Калкин  | Фулер Макалистер                |
| Џери Баман    | Френк Макалистер, Кевинов стриц |
| Тим Кари      | Гринч (камео)                   |
| Лери Хенкин   | полицијски наредник Балзак      |
| Ралф Фуди     | гангстер Џони                   |

## Награде[1]
| Година | Резултат(и) | Награда                                 | Категорија |
| ------ | ----------- | --------------------------------------- | --- |
| 1991.  | номинован   | Награда Америчке филмске академије      | Оскар за најбољу оригиналну музику, Оскар за најбољи оригинални сценарио                                                                                           |
| 1991.  | освојио     | American Comedy Award                   | |
| 1991.  | освојио     | BMI Film Music Award                    | |
| 1991.  | освојио     | British Comedy Award                    | најбоља комедија |
| 1991.  | освојио     | Casting Society of America, Artios      | Best Casting for Feature Film, Comedy |
| 1991.  | освојио     | Chicago Film Critics Association Awards | Most Promising Actor |
| 1991.  | номинован   | Golden Globes                           | Best Motion Picture - Comedy/Musical |
| 1991.  | освојио     | Golden Screen                           | |
| 1993.  | освојио     | Kids' Choice Awards                     | омиљени филм |
| 1991.  | освојио     | Young Artist Awards                     | Best Young Actor Starring in a Motion Picture Most Entertaining Family Youth Motion Picture - Comedy/Action Best Young Actress Supporting Role in a Motion Picture |